# Il maestro e Margherita
Il maestro e Margherita (titolo orig. in russo Мастер и Маргарита?, traslitterato: Master i Margarita) è un romanzo di Michail Bulgakov, scritto nell'Unione Sovietica tra il 1928 e il 1940, durante il regime di Stalin. Fu pubblicato postumo solamente tra il 1966 e il 1967, in una versione censurata dai tagli dei redattori, su una rivista di Mosca, dalla vedova Elena Bulgakova. Il manoscritto fu dato alle stampe nel 1967, a Parigi. Una versione clandestina, che includeva le parti rimosse dai censori ufficiali, uscì a Francoforte nel 1969. Da allora, il romanzo ha conosciuto un ininterrotto successo, con moltissime traduzioni e nuove edizioni in diverse lingue.
La storia concerne la visita del diavolo a Mosca, capitale dell'URSS, il primo stato al mondo dichiaratamente ateo. La trama è incentrata sulla storia d'amore tra uno scrittore e drammaturgo anonimo (definito il "Maestro") e Margherita Nikolaevna, sulle persecuzioni politiche inflitte a costui da parte delle autorità sovietiche degli Anni Trenta, e il suo riscatto. A queste vicende s'intrecciano parallele quelle del processo evangelico a Gesù, di Ponzio Pilato, che costituiscono l'oggetto di un romanzo scritto dallo stesso Maestro, il quale era giunto alla pazzia per il rifiuto della censura di Stato a pubblicarlo. Combinando elementi soprannaturali con quelli dell'umorismo nero, e della filosofia cristiana, l'opera sfida le categorizzazioni di un singolo genere.
Molti critici considerano quest'opera, reputata unanimemente fin dal suo apparire, uno dei massimi romanzi non solo della Letteratura russa ma anche del XX secolo, dallo spiccato contenuto satirico, soprattutto nei confronti della opprimente, asfissiante realtà sovietica. Eugenio Montale definì il romanzo «un miracolo che ognuno deve salutare con commozione», mentre Veniamin Kaverin scrisse «per originalità sarà difficile trovare un'opera che gli stia a pari in tutta la letteratura mondiale».

## Storia editoriale
Bulgakov inizia a scrivere il romanzo nel 1928, ma la prima versione viene distrutta (come affermato dallo stesso autore, viene bruciata in una stufa) nel marzo del 1930, quando Bulgakov viene informato dell'imminente censura che sarebbe spettata alla sua opera dal contenuto cabalistico (Кабала святош). Bulgakov si rimette al lavoro nel 1931, completando così la seconda redazione, in cui l'intreccio era già solido e simile a quello definitivo, nel 1936. La terza stesura dell'opera viene completata nel 1937, ma Bulgakov continua a mettere mano al romanzo e a "ripulirlo", ma sempre più malato, ha l'aiuto della terza moglie Elena Šilovskaja, che batte a macchina. Smetterà di lavorare sulla quarta stesura solo quattro settimane prima della sua morte, nel 1940, e così Il maestro e Margherita sarà sistemato dalla moglie nel 1941.
Nel numero 11 del novembre del 1966 e nel numero 1 del gennaio del 1967 appare, sulla rivista Moskva, una versione censurata del romanzo: circa il 12% dell'opera non è pubblicato e una parte ancora maggiore viene modificata. Le parti censurate e quelle modificate vengono invece pubblicate come samizdat insieme a tutte le indicazioni dei punti in cui il romanzo era stato "corretto". Nel 1967 la casa editrice Posev di Francoforte mise sul mercato una versione completa dell'opera basata sui contenuti dei samizdat.
In Unione Sovietica la prima versione completa del libro, curato da Anna Saakjants, viene pubblicato nel 1973 dalla rivista Chudožestvennaja Literatura (Художественная литература, 'Letteratura narrativa'): questa versione rimarrà quella definitiva fino al 1989, quando viene sostituita da quella preparata dall'esperta letteraria Lidija Janovskaja con l'aiuto di tutti i manoscritti disponibili. Il nucleo originario del romanzo è probabilmente duplice: la "storia di Pilato" e la storia "del Diavolo a Mosca". Già nel 1928 Bulgakov aveva scritto un racconto dal titolo Il consulente con gli zoccoli e lo schema del personaggio che irrompe da un'altra dimensione a Mosca l'aveva utilizzato precedentemente sia nella commedia Ivan Vasil'evič che nelle Avventure di Čičikov.
Anche la storia di Ponzio Pilato era già stata scritta nel 1928, come sostiene Milivoje Jovanovic, ed era stata pubblicata su una rivista cèca come racconto isolato, mentre si trattava di un capitolo del romanzo in una delle prime redazioni.

## Trama

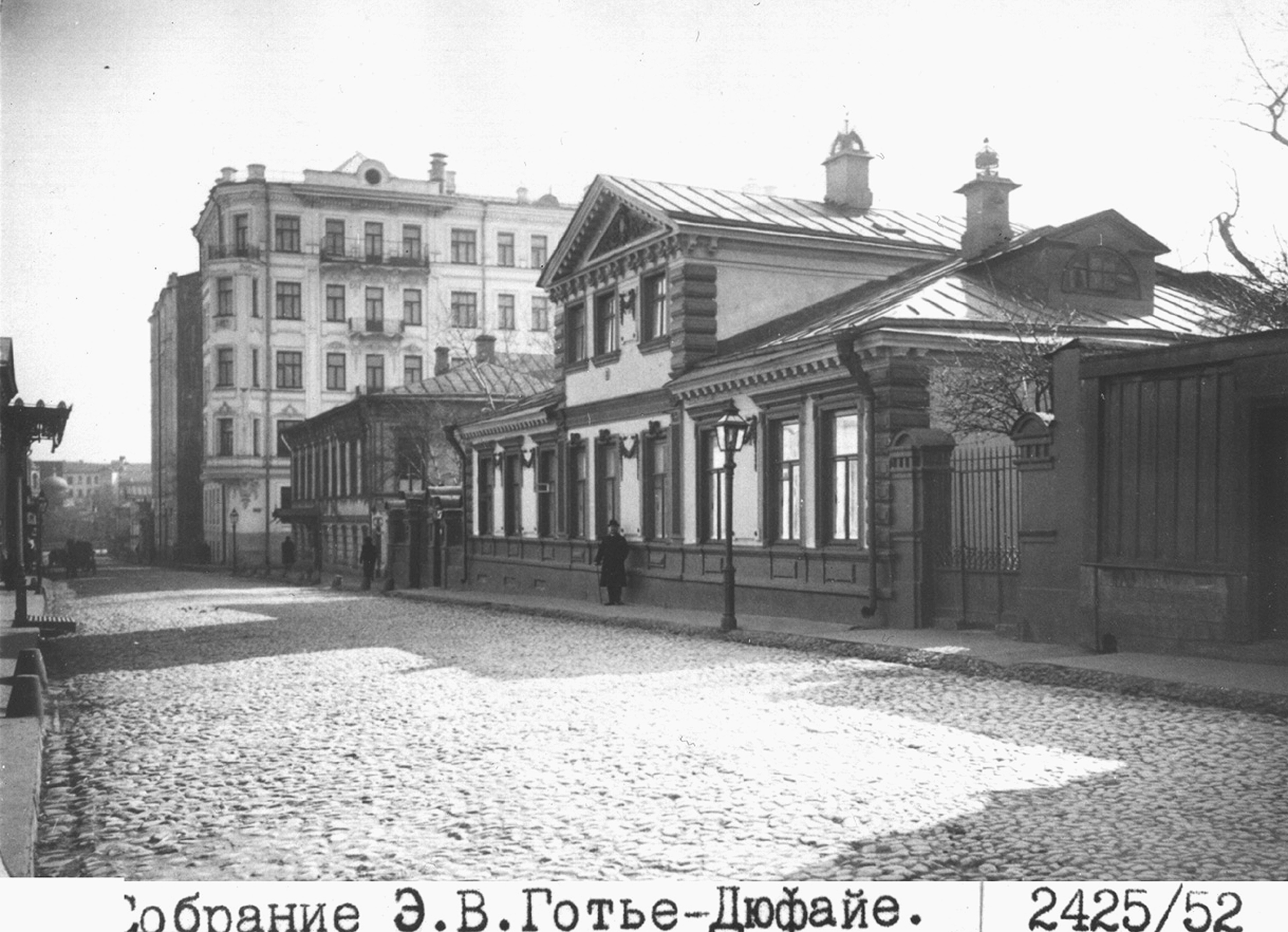
Casa Herzen in una foto del 1913. L'edificio, sede di un rinomato ristorante e di svariate organizzazioni letterarie nel corso degli anni Venti del Novecento, costituisce l'ispirazione per la Casa Griboedov del romanzo.

Composito affresco costituito da numerosi episodi tra loro variamente interconnessi, il romanzo si svolge su due principali piani narrativi paralleli, ai quali corrispondono due differenti ambientazioni storico-geografiche.
La prima di queste è la Mosca degli anni 1930, in cui si trova in visita Satana nei panni di Woland (Воланд), un misterioso professore straniero, esperto di magia nera, attorniato da una cricca di personaggi alquanto particolari: il valletto Korov'ev (Коровьев), soprannominato Fagotto (Фагот), un ex-maestro di cappella sempre vestito con abiti grotteschi; il gatto Behemoth (Бегемот); il sicario Azazello (Азазелло); il pallido Abadonna (Абадонна), con il suo sguardo mortale; e la strega Hella (Гелла). L'arrivo del gruppo porta scompiglio non solo fra i membri di un'importante associazione letteraria sovietica, la MASSOLIT, che ha sede presso la Casa Griboedov, luogo di convegno dell'alta società moscovita, ma in tutta Mosca.
La seconda storia, che si sviluppa nel corso dell'intero romanzo interrompendo la narrazione principale dei fatti di Mosca, rievoca gli avvenimenti accaduti a Gerusalemme durante il periodo pasquale al tempo del prefetto romano Ponzio Pilato. L'ambientazione è di fatto introdotta quando agli stagni Patriaršie Woland racconta a Berlioz di essere stato presente al processo al "mite predicatore" Jeshua Ha-Nozri (Gesù), mentre poi questa storia prosegue riportando direttamente alcune pagine del perduto romanzo del Maestro, che si soffermano su ciò che accadde a Pilato durante il processo e nei giorni successivi alla morte di Ha-Nozri. Sin dall'inizio Pilato viene colpito dall'atteggiamento e dai discorsi di Jeshua, che si dice convinto della bontà di ogni essere umano e sostiene che Dio è uno. La storia prosegue con altre intromissioni nella narrazione, passando per la crocifissione, il patimento di Levi Matteo, che giunge a maledire Dio per una tale ingiustizia, e infine i tormenti di Ponzio Pilato, concludendosi con le parole: «il crudele quinto procuratore della Giudea, il cavaliere Ponzio Pilato».

### Libro primo
(Citazione dal Faust di Goethe, epigrafe de Il maestro e Margherita)

L'inizio del romanzo si svolge agli stagni del Patriarca di Mosca e presenta un diretto confronto tra il presidente della MASSOLIT, Michail Aleksandrovic Berlioz (Михаил Александрович Берлиоз), e un gentiluomo forestiero di nome Woland, che asserisce di essere esperto di magia nera. Testimone dell'incontro è il giovane poeta Ivan Nikolaevič Ponyrëv (Иван Николаевич Понырëв), detto Bezdomnyj (Бездомный in russo significa "senza casa"). La discussione verte intorno a questioni storico-filosofiche riguardanti l'esistenza di Dio e la storicità di Gesù. Woland cerca di convincere i suoi atei e scettici interlocutori che Gesù è esistito davvero, affermando di avere assistito di persona al suo processo a Gerusalemme, di essere stato anche ospite a colazione da Kant, e dicendo persino di sapere come e quando morirà Berlioz. Ritenendo di essersi imbattuto in un folle, o peggio in una spia straniera, Berlioz si allontana per chiedere aiuto. Il letterato esce dal parco ignorando i discorsi di un vagabondo un po' insolente (Korov'ev), ma, giunto al cancello, trova la morte esattamente come previsto da Woland. Questi tragici eventi si svolgono sotto gli occhi di uno sconvolto e disperato Ivan, che tenterà di far catturare la banda e di informare tutti dei loro poteri magici, mentre invece sarà internato in un manicomio, poiché ritenuto malato di schizofrenia.

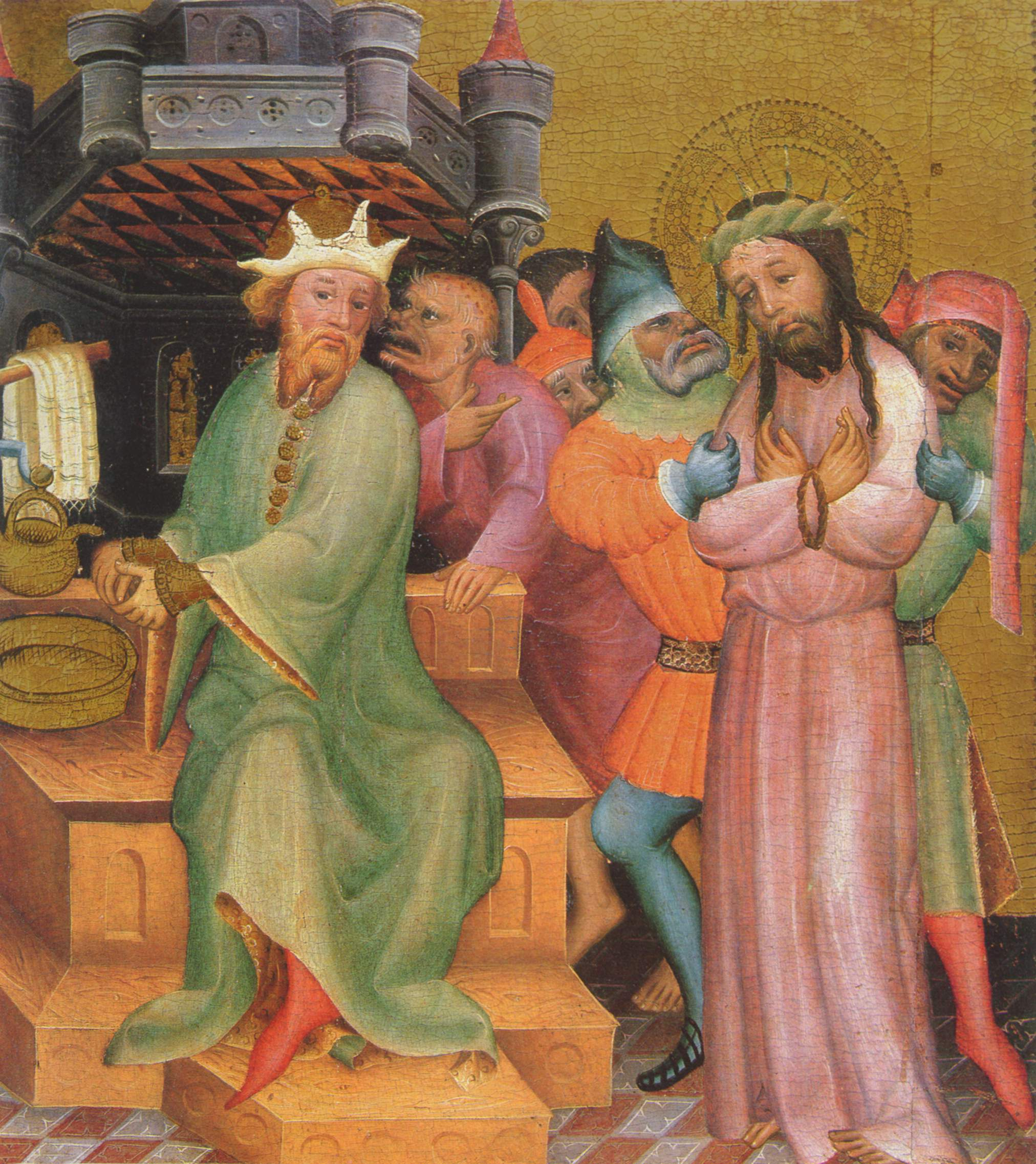
Gesù di fronte a Pilato di Maestro Bertram (1390 circa)

Nella sua stanza dell'ospedale psichiatrico Ivan riceve la visita di un altro paziente, uno scrittore condotto alla disperazione dal rifiuto dimostrato dalla casta dei critici letterari sovietici nei confronti del suo romanzo su Ponzio Pilato. Il visitatore dice di essere un Maestro e di non avere più un nome. Raccontando la sua storia, il Maestro rievoca la sua personale discesa verso la pazzia, ricordando come l'amore l'avesse folgorato improvvisamente un giorno di primavera, gli incontri segreti nel suo seminterrato con lei che era una donna sposata, la stesura finale del romanzo, le stroncature della critica che lo accusarono di voler «introdurre nella stampa un'apologia di Gesù Cristo», gli incubi notturni, e infine la decisione di dare alle fiamme la sua opera. Egli ora vive così in ospedale in uno stato di totale lontananza dal mondo reale; ascolta l'inverosimile racconto di Ivan e, sorpreso dal sentire il nome di Ponzio Pilato, svela al poeta che il professor Woland è proprio Satana.
(Capitolo XIII - L'apparizione dell'eroe - Traduzione di Vera Dridso. Einaudi)
Nel frattempo, Woland e la sua banda hanno preso possesso con l'inganno dell'appartamento di Berlioz, mentre l'altro inquilino della casa, Stepan Bogdanovič Lichodeev, il direttore del Teatro di Varietà di Mosca, dopo aver scritturato Woland per uno spettacolo di magia nera, viene spedito istantaneamente con un incantesimo di Azazello a Jalta sul Mar Nero. Il seguente spettacolo di magia nera al Teatro di Varietà è un avvenimento sconvolgente che mette a nudo la vanità, l'avidità e la crudeltà dei cittadini di Mosca.
(Capitolo XVII - Una giornata agitata - Traduzione di Vera Dridso. Einaudi)

### Libro secondo
(Incipit della seconda parte del romanzo)
Nella seconda parte del romanzo appare finalmente Margherita Nikolaevna (Маргарита), l'amante che il Maestro ha abbandonato dopo una relazione segreta durata mesi. La bella e infelice donna, pur ignorandone la sorte, non ha rinunciato a ritrovare il suo amante. Il mattino dopo gli eventi al teatro di Varietà, Margherita si ridesta dopo un insolito sogno che le fa credere che presto rivedrà il suo amato; uscita di casa senza una meta precisa, assiste nei pressi del muro del Cremlino al passaggio del corteo funebre di Berlioz e viene avvicinata da un bizzarro sconosciuto, che altri non è che Azazello.

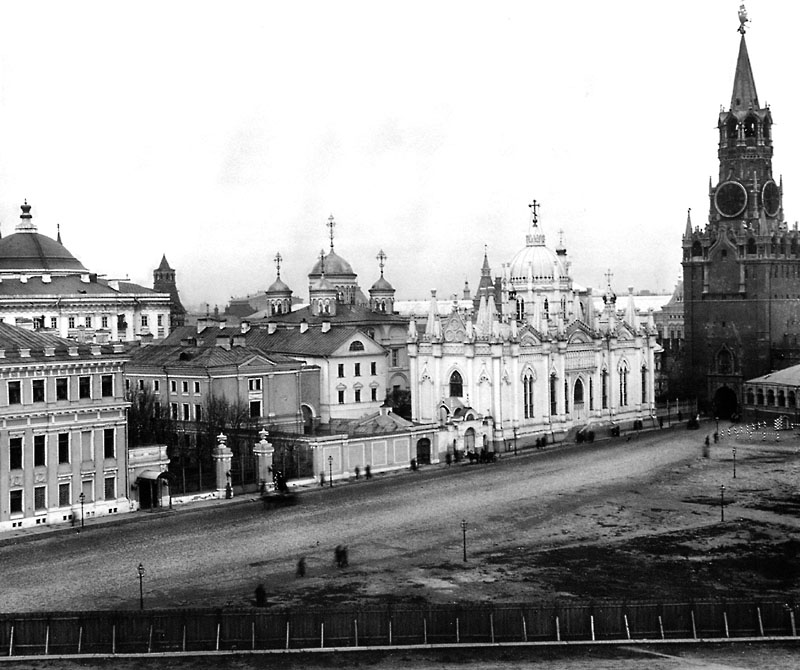
Mosca - Il Cremlino all'inizio del Novecento

Lo sconosciuto sembra che riesca a leggere i pensieri di Margherita e ha un "affare" da proporre alla donna: un invito per la sera stessa a casa di uno straniero (Woland), dove la donna potrebbe finalmente sapere qualcosa del suo amato Maestro. Margherita, scossa ma piena di speranza, accetta, ricevendo da Azazello una crema che dovrà passare su tutto il corpo prima di recarsi all'incontro.
(Capitolo XX - La crema di Asasiello - Traduzione di Vera Dridso. Einaudi)
La crema ha un effetto miracoloso: Margherita, in un attimo ancor più bella e ringiovanita, spicca il volo come una strega, invisibile a cavallo di una scopa, sulle strade e sui tetti di una Mosca illuminata dalla luna piena. Il suo primo obiettivo sarà l'abitazione del feroce critico Latunski, principale responsabile della sfortuna del Maestro. Arrivata in volo a destinazione, la strega mette a soqquadro la casa e procede inesorabile nell'opera di devastazione, interrotta solo nel momento in cui si accorge che in un altro appartamento c'è un bimbo solo e impaurito nel suo lettino che chiede aiuto. Dopo questa pausa di tenerezza, Margherita "rientra" da strega nel mondo della notte e vola nuda al di sopra delle fitte foreste e sui fiumi della Madre Russia.
Ritornata infine a Mosca, alla casa occupata da Woland, Margherita accetta la proposta di Fagotto di essere la "regina" del gran ballo del plenilunio di primavera o "ballo dei cento re", che si tiene la notte che coincide con il Venerdì Santo. Al fianco di Woland accoglie tutti i personaggi tetri e oscuri della storia che escono dalla porta aperta dell'Inferno. Margherita sopravvive a questa straordinaria prova senza cedere e si guadagna così, col dolore e l'integrità, la possibilità che il diavolo esaudisca il suo più profondo desiderio: ritrovare il Maestro. Il Maestro appare nella stanza e riceve il manoscritto del romanzo, ritornato integro dopo che era stato dato alle fiamme. I due amanti, poveri ma felici, potranno così tornare nello scantinato in cui hanno vissuto la loro storia d'amore.
Nel finale del romanzo tornano in scena anche i personaggi della "storia antica" che si fonde così con la storia attuale: Levi Matteo riferisce a Woland che Jeshua ha letto il romanzo del Maestro e desidera che lo scrittore riceva la "ricompensa del riposo": «non ha meritato la luce, ha meritato la pace». Questo incarico passa da Woland ad Azazello, che offre agli amanti dell'antico vino Falerno, uccidendo i due e al tempo stesso rendendoli immortali.
Woland e i suoi accoliti, tornati tutti al loro vero aspetto, si allontanano in volo da Mosca, la mattina della Domenica di Pasqua, e accompagnano i due amanti in un luogo remoto ove si trova una figura solitaria, l'antico procuratore della Giudea (insieme al suo cane), che da millenni si tormenta per aver condannato ingiustamente Jeshua, quando invece avrebbe avuto la possibilità di ascoltare le sue parole di saggezza. Il Maestro chiede e ottiene che Pilato sia finalmente liberato dal suo tormento e infine i due amanti vengono lasciati insieme in un "eterno rifugio", dove trovano la serenità. Il libro si conclude con le stesse parole del romanzo del Maestro: «il crudele quinto procuratore della Giudea, il cavaliere Ponzio Pilato».

### Capitoli
Libro Primo
1. Non parlare mai con sconosciuti
2. Ponzio Pilato
3. La settima prova
4. L'inseguimento
5. Quel che successe al Griboedov
6. La schizofrenia, come era stato detto
7. Un appartamento poco simpatico
8. Il duello tra il professore e il poeta
9. I trucchi Korov'ev
10. Notizie da Jalta
11. Lo sdoppiamento di Ivan
12. La magia nera e il suo smascheramento
13. L'apparizione dell'eroe
14. Gloria al gallo!
15. Il sogno di Nikanor Ivanovič
16. Il supplizio
17. Una giornata agitata
18. Visitatori sfortunati

Libro secondo
1. Margherita
2. La crema di Azazello
3. Il volo
4. A lume di candela
5. Il gran ballo da Satana
6. La liberazione del Maestro
7. Come il procuratore tentò di salvare Giuda di Kiriat
8. La sepoltura
9. Fine dell'appartamento n. 50
10. Ultime disavventure di Korov'ev e Behemoth
11. Il destino del Maestro e di Margherita è deciso
12. È ora! È ora!
13. Sui Monti dei Passeri
14. Il perdono e l'eterno rifugio

Epilogo

### Due storie parallele
(Epilogo - Traduzione di Vera Dridso. Einaudi)
Un aspetto interessante nella struttura del romanzo è l'andamento quasi in parallelo nelle due storie raccontate, ossia la storia nella Mosca contemporanea e la storia nella Gerusalemme al tempo di Gesù. Entrambe le storie si svolgono nell'arco di pochi giorni e si concludono di domenica. Tuttavia un punto di possibile contatto rimane in dubbio: infatti la storia a Gerusalemme comincia il 14 del mese di Nisan nel periodo della Pasqua ebraica, mentre la storia a Mosca si svolge interamente a maggio durante il periodo di luna piena. Il fatto che la storia si concluda nel giorno della domenica di Pasqua non è dichiarato dall'autore in modo esplicito, e l'unico possibile accenno alla Pasqua si trova nell'epilogo, quando si racconta dell'inquietudine che invade l'animo di Ivan, non più poeta, ogni anno nei giorni del festoso plenilunio di primavera.

## Personaggi principali

### Russi
(Margherita)
- Il Maestro - Autore del romanzo sull'incontro tra Ponzio Pilato e Jeshua Ha-Nozri. Rinchiuso in manicomio dopo un esaurimento nervoso, vi incontra Bezdomnyj.
- Margherita - L'amante del maestro. Intrappolata in un matrimonio senza amore, incontra il Maestro e si innamora di lui. Nonostante la sua importanza cruciale nella trama, compare solo dalla seconda metà del romanzo in poi, mentre nella prima parte è rievocata dalla lunga analessi del racconto del Maestro. Il suo nome è ispirato alla protagonista del Faust goethiano.[18]
- Ivan Bezdomnyj - Giovane poeta che da arrogante autore di mediocri versi diventa, nel corso del romanzo, discepolo spirituale del Maestro.
- Berlioz - Presidente del Massolit, nonché vittima predestinata da Woland agli stagni Patriaršie.
- Arčibal'd Arčibal'dovič - Gestore del ristorante Griboedov.
- Stepa Lichodeev - Direttore artistico del teatro di varietà.
- Rimskij - Direttore finanziario del teatro di varietà.
- Varenucha - Segretario amministrativo del teatro di varietà.
- Nataša - Cameriera di Margherita.
- Bengalskij - Presentatore del teatro di varietà.
- Professor Stravinskij - Direttore del sanatorio dove finiscono nell'ordine Ivan Bezdomnyj, Rimskij e Bengalskij e dove già si trova il Maestro.
- Annuška - Responsabile involontaria della morte di Berlioz, ritorna nella seconda parte del libro in occasione di un furto di un dono di Woland a Margherita.

### Woland e i suoi accoliti
(Dalla prima descrizione di Woland)

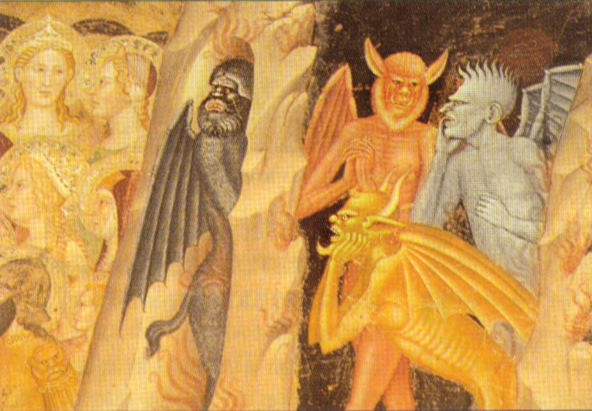
Diavoli in un affresco di Andrea di Bonaiuto

- Woland - Si presenta come un "consulente straniero" esperto di Magia Nera; è in realtà Satana, giunto a visitare la Mosca degli anni Trenta con i suoi servitori. Woland è uno dei nomi germanici del diavolo, usato anche da Goethe nel Faust.
- Behemoth (anche Begemot, trascrivendo direttamente dal russo, lingua in cui le h delle parole straniere vengono normalmente trascritte con la lettera g; o anche "Ippopotamo") - Grosso gatto nero parlante, paggio e giullare di Woland.
- Korov'ev (o Fagotto) - Bizzarro maggiordomo di Woland; insieme a Behemot crea scompiglio in tutta Mosca con i suoi poteri magici.
- Azazello - Minaccioso servo di Woland, sicario e addetto alle intimidazioni.
- Hella - Strega, cameriera di Woland.
- Abadonna - Signore della guerra, servo di Woland

### Personaggi del romanzo del Maestro
(Dal dialogo tra Pilato e Jeshua)

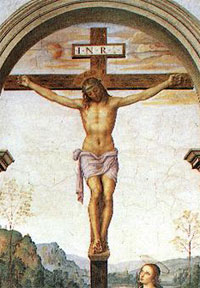
Crocifissione in un'opera del Perugino

- Ponzio Pilato - Procuratore romano della Giudea.
- Joseph Caifa - Gran Sacerdote, presidente del Sinedrio.
- Jeshua Ha-Nozri- Predicatore e profeta, voce di Dio.
- Levi Matteo - Ex-pubblicano e unico discepolo di Jeshua.
- Afranio - capo del servizio segreto presso il procuratore della Giudea.
- Giuda di Kiriat - Delatore, corrispondente alla figura di Giuda Iscariota.
- Marco Ammazzatopi[19] - Centurione romano della XII Legione Fulminante, dotato di forza straordinaria, sfigurato nel volto da un colpo di clava infertogli dai Germani.
- Nisa - Donna segretamente al servizio di Afranio che attira Giuda nella trappola tesagli dal capo del servizio segreto per ucciderlo.
- Disma e Hesta - I due banditi che vengono crocifissi con Jeshua.
- Bar-Raban - Bandito e rivoltoso che viene graziato per volontà del Sinedrio.
- Banga - Il cane di Ponzio Pilato, nonché suo unico conforto durante il suo soggiorno a Gerusalemme.

## Temi

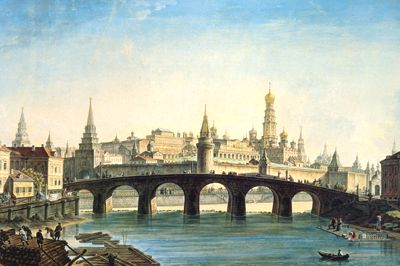
Veduta di Mosca

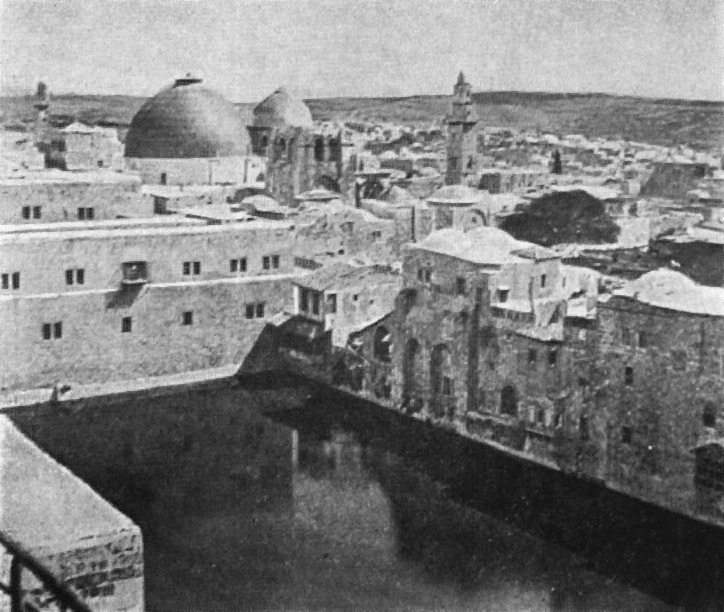
Scorcio di Gerusalemme

Il romanzo tratta dei rapporti tra bene e male, innocenza e colpa, razionale e irrazionale, illusione e verità, esaminando temi come la responsabilità verso la verità quando l'autorità vorrebbe negarla e la libertà dello spirito in un mondo non libero.
Il maestro e Margherita è influenzato dal Faust di Goethe (proprio dal Faust Bulgakov trae, tra l'altro, l'epigrafe del suo romanzo e i nomi dei protagonisti, che nella stesura del 1933 erano Faust e Margherita) e le tematiche da esso affrontate - amore, tradimento, curiosità, redenzione - risultano prominenti. C'è inoltre una relazione complessa tra Gerusalemme e Mosca nel romanzo, a volte collegabile alla tecnica della polifonia, altre volte a quella del contrappunto.
Vi sono diversi possibili livelli di lettura: in parte commedia nera (ad esempio molte delle scene con il gatto Behemot), in parte profonda allegoria mistico-religiosa, in parte mordente satira socio-politica non solo della Russia Sovietica ma anche della superficialità e vanità della vita moderna in generale. D'altra parte, non sembra esservi particolare nostalgia dei "vecchi tempi" - infatti, l'unico nel romanzo a menzionare la Russia zarista è lo stesso Satana/Woland.

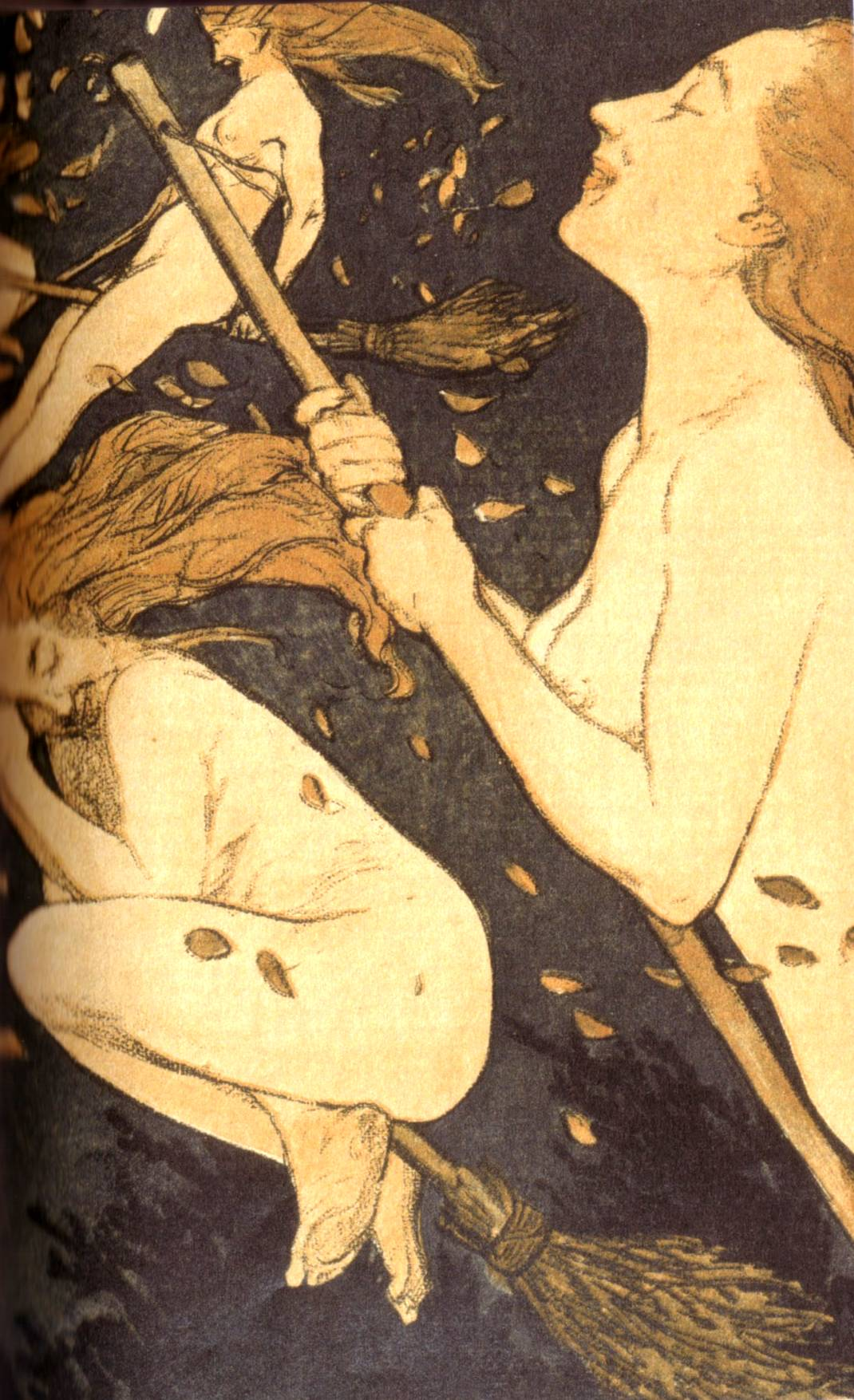
Sabba di streghe

Particolarmente feroce è inoltre la satira nei confronti dell'élite letteraria dell'epoca, immortalata nei membri della Massolit come un gruppo di poeti mediocri, critici meschini, finti intellettuali pomposi, ipocriti, gaudenti e sicofanti.
In un'ennesima chiave di lettura, anch'essa collegabile al Faust di Goethe, il libro può essere considerato come un romanzo di formazione (o Bildungsroman) incentrato sulla figura di Ivan Bezdomnyj, che, nel corso del romanzo, da superficiale e mediocre letterato autore di versi "mostruosi" diventa, da un punto di vista spirituale, il discepolo del Maestro.
Da un punto di vista religioso, nonostante gli espliciti riferimenti del romanzo al Cristianesimo, ne viene sostenuta una versione tutt'altro che ortodossa. Ad esempio, il bonario Gesù/Jeshua di Bulgakov si lamenta che gli scritti di Levi Matteo su di lui sono inesatti. Quanto a Satana/Woland, non sembra presentato come in aperta opposizione a Dio, ma è piuttosto descritto come un essere gaudente e beffardo dedito a punire la corruzione e la meschinità e a prendersi gioco di esse.
Una citazione celebre da Il maestro e Margherita è: "i manoscritti non bruciano". Il Maestro, uno scrittore perseguitato dalla censura dell'oppressivo regime stalinista nella Mosca degli anni trenta, brucia il manoscritto del suo libro per liberarsi dai problemi che questo gli ha creato. C'è un elemento autobiografico in questo aspetto del personaggio del Maestro, poiché lo stesso Bulgakov aveva bruciato una precedente stesura de Il maestro e Margherita, per simili ragioni.

## Influenze sulla cultura
Il romanzo di Bulgakov ha ispirato Salman Rushdie per la stesura dell'opera I versi satanici. Inoltre, il libro è anche servito da ispirazione ai Rolling Stones per la scrittura del pezzo Sympathy for the Devil.
Uno dei passaggi più emblematici del romanzo è la frase "I manoscritti non bruciano", pronunciata da Woland. Questa frase è diventata un simbolo di resistenza contro la censura e la repressione. Nel contesto del romanzo, essa si riferisce al manoscritto del Maestro, bruciato dall'autore stesso in un momento di sconforto, ma che Woland miracolosamente fa riapparire, indicando che le idee e le opere d'arte non possono essere distrutte facilmente, anche di fronte alle peggiori avversità.
La frase ha assunto un'importanza speciale anche al di fuori del libro, soprattutto nel contesto storico in cui Bulgakov scriveva, ovvero l'Unione Sovietica stalinista, dove molti autori e artisti furono perseguitati e le loro opere censurate o distrutte. Dopo la pubblicazione postuma del romanzo, la citazione "I manoscritti non bruciano" divenne un grido di battaglia per la libertà di espressione e la resistenza contro la censura, in particolare durante i movimenti di dissidenza sovietica degli anni '60 e '70.
Durante alcune proteste negli anni successivi alla pubblicazione del libro, questa frase venne utilizzata come simbolo per rivendicare la libertà di parola e di pensiero. Il potere evocativo di "I manoscritti non bruciano" è stato spesso ripreso da movimenti di resistenza culturale e intellettuale contro i regimi repressivi. Uno dei momenti più significativi di questa risonanza simbolica avvenne in Russia durante le manifestazioni per la libertà di stampa e contro la censura di stato, dove la citazione veniva portata in alto dai manifestanti come segno di sfida contro l'autoritarismo.
Il romanzo stesso, che inizialmente fu oggetto di pesanti tagli e modifiche dovute alla censura, rappresenta una potente allegoria del potere e della repressione, ma anche della resistenza dello spirito umano, incarnato nell'imperitura verità che le opere d'arte, come i manoscritti, non possono essere facilmente cancellate dalla storia.

## Edizioni

### Edizioni originali
- Мастер и Маргарита [Master i Margarita], «Moskva», Mosca, n. 11, 1966 e n. 1, 1967. Prima edizione censurata.
- Мастер и Маргарита [Master i Margarita], Francoforte sul Meno, 1969. Prima edizione completa in russo.

### Traduzioni italiane
In ordine cronologico di pubblicazione:
- Il maestro e Margherita: Cristo, Pilato, Giuda, Satana, Mosca anni Trenta, trad. di Maria Olsoufieva, Bari, De Donato, 24 marzo 1967 (I ed. incompleta; III ed., 1968, integrale); Collana I Grandi Libri n.24, Milano, Garzanti, 1973; Collana Classici tascabili n. 26, Milano, Dalai, 2011, ISBN 978-88-6073-940-7.
- Il maestro e Margherita, trad. di Vera Dridso, Prefazione di Vittorio Strada, Collana Supercoralli, Torino, Einaudi, 29 luglio 1967, ISBN 88-06-29330-3; in: Romanzi, Collezione Biblioteca dell'Orsa n. 7, Einaudi, 1988, ISBN 88-06-11382-8; Novara, De Agostini, 1986, 1991; Collana ETascabili n. 393, Einaudi, 1996, ISBN 88-06-17373-1, ISBN 978-88-06-17373-9; Collana La Biblioteca di Repubblica. Novecento n. 8, Roma, Gruppo L'Espresso-La Repubblica, 2002, ISBN 84-8130-457-3; Collana ET Classici, Einaudi, 2014, ISBN 978-88-06-21-940-6.
- Il maestro e Margherita. All'amico segreto. Lettera al governo dell'URSS, trad. di Maria Serena Prina, postfazione di Igor Sibaldi, Collana Oscar Classici Moderni n. 41, Milano, Mondadori, marzo 1991, ISBN 88-04-34281-1; in: Romanzi e racconti, a cura di Mariėtta Čudakova, progetto editoriale di Serena Vitale, Collezione I Meridiani, Milano, Mondadori, 2000, ISBN 88-04-46918-8; Collana Oscar Moderni, Mondadori, maggio 2016; con uno scritto di Serena Prina, Collana Oscar Moderni. Cult, Mondadori, novembre 2023.
- Il maestro e Margherita, a cura di Mario Visani, Collana Primo scaffale n.45, Firenze, La Nuova Italia, 1974.
- Il maestro e Margherita, trad. di Milli De Monticelli, Introduzione di Eridano Bazzarelli, Collana BUR n.L135, Milano, Rizzoli, 1977, ISBN 88-17-12135-5; Collana Superclassici BUR n.53, Rizzoli, 1992, ISBN 88-17-15153-X; Collana SuperBur n.33, BUR, 1999, ISBN 88-17-15063-0; Collana BUR L1441, 2003, ISBN 88-17-10071-4; ed. illustrata coi dipinti delle avanguardie russe, Collana Classici BUR Deluxe, Rizzoli, 2018.
- Il maestro e Margherita, trad. di Emanuela Guercetti, Introduzione di Giovanni Buttafava, Collana I grandi libri, Milano, Garzanti, 1982, ISBN 88-11-58024-2. [sostituisce la prec. trad.]
- Il maestro e Margherita, trad. di Salvatore Arcella, con introduzione di Mauro Martini, Collana GTE n. 51, Roma, Newton Compton, 1994, ISBN 88-7983-631-5, ISBN 978-88-541-1927-7.
- Il maestro e Margherita, trad. di Claudia Zonghetti, Introduzione di Marietta Cudakova, Collana Ennesima, Rimini, Guaraldi, 1995, ISBN 88-8049-056-7; Torriana, Orsa Maggiore, 1995.
- Il maestro e Margherita, trad. di Lucia Demaria, Firenze, Cult, 2011, ISBN 978-88-6392-108-3.
- Il maestro e Margherita, trad. di Margherita Crepax, Collana UEF. I Classici n. 2225, Milano, Feltrinelli, 2011, ISBN 978-88-07-82225-4.
- Il maestro e Margherita, trad. e introduzione di Sarah Tardino, Collana Grande Biblioteca, Santarcangelo di Romagna (RN), Rusconi Libri, 2018, ISBN 978-88-180-3312-0, ISBN 88-1803-312-3.
- Il maestro e Margherita, traduzione di Caterina Garzonio, Introduzione di Stefano Massini, Collana Passepartout n.49, Firenze, Giunti Demetra, 2019, ISBN 978-88-440-5051-1. - Collana Classici, Giunti, 2020, ISBN 978-88-098-6023-0.

#### Testi preparatori
- Il grande cancelliere e altri inediti (Velikij Kancler), trad. di Serena Prina e Bruno Osimo, a cura di Victor Losev, ed. italiana a cura di Igor Sibaldi, Milano, Leonardo, 1981, ISBN 88-355-0135-0. [contiene le prime stesure del romanzo e diversi inediti]
- Il mago nero (prima versione di Il maestro e Margherita), a cura di Bruno Osimo, Osimo, 2019, ISBN 978-88-984-6786-0.

## Trasposizioni

### Cinema
- Pilatus, film finlandese del 1970, diretto da Seppo Wallin; traspone solo la parte biblica del romanzo;
- Il maestro e Margherita, film italo-iugoslavo del 1972, diretto da Aleksandar Petrović e interpretato da Ugo Tognazzi, Mimsy Farmer, Bata Živojinović e Alain Cuny;
- Fuete, film sovietico del 1986, diretto da Vladimir Vasiljev e Boris Iermolaïev; il film non è basato sul romanzo ma narra delle vicende che si svolgono attorno a una rappresentazione teatrale di Il maestro e Margherita, della quale vengono rappresentate alcune scene;
- Forradalom Után, film ungherese del 1990, diretto da Andras Szirtes (una versione moderna del romanzo);
- Master i Margarita, film russo del 1994, diretto da Yuri Kara (mai distribuito);
- Master i Margarita, film russo del 1996, diretto da Sergueï Desnitski (mai distribuito);
- Il maestro e Margherita, film italiano del 2011, diretto da Giovanni Brancale, distribuito direct-to-video;
- Le maître et Marguerite, film francese del 2017, diretto da Charlotte Waligòra ambientato a Parigi anziché in Russia;
- Il maestro e Margherita, film russo del 2024, diretto da Michael Lockshin.[23]

### Teatro
- Master i Margarita (2009), rock opera di Aleksandr Gradskij, con lo stesso Gradskij, Nikolaj Fomenko, Elena Minina, Andrej Makarevič, Aleksandr Rozenbaum.

### Televisione
- Pilato e gli altri (Pilatus und andere - Ein Film für Karfreitag), film per la TV tedesco occidentale del 1972, diretto da Andrzej Wajda; il film rappresenta solo la parte biblica del romanzo;
- Master i Margarita, miniserie russa in due episodi del 1989, diretta da Aleksandr Dzekoun;
- Mistrz i Malgorzata, miniserie televisiva polacca in sei episodi più un pilota del 1990, diretta da Maciej Wojtyszko;
- Pilát Pontský, onoho dne, film per la TV cecoslovacco, diretto da Oldřich Daněk, trasmesso nel 1991 dalla televisione cecoslovacca;
- Incident in Judea, film per la TV britannico, diretto da Paul Bryers, trasmesso da Canal 4 il 31 marzo 1991;
- A mester és Margarita, cortometraggio per la TV ungherese del 2005, diretto da Ibolya Fekete, trasmesso da MTV Premier il 5 ottobre 2005;
- Master i Margarita, miniserie televisiva russa in dieci episodi del 2005, diretta da Vladimir Bortko.